# Frontière entre la Macédoine du Nord et l'Union européenne
La frontière entre la Macédoine du Nord et l'Union européenne est la frontière délimitant les territoires voisins sur lesquels s'exerce la souveraineté de la Macédoine du Nord ou de l'un des États-membres de l'Union européenne, en l'occurrence la Bulgarie et la Grèce. Elle est ainsi constituée de la frontière entre la Bulgarie et la Macédoine du Nord et de la frontière entre la Grèce et la Macédoine du Nord.

## Histoire

### 1981-1991: frontière entre la Yougoslavie et la CEE
En 1981, la Grèce adhère à la Communauté économique européenne (CEE), la CEE acquiert de ce fait une frontière avec la Yougoslavie, frontière qui n'est autre que celle entre la Grèce et la Yougoslavie.

### Depuis 1991: frontière entre la Macédoine du Nord et la CEE puis l'UE
En 1991, la Macédoine du Nord (alors appelée simplement Macédoine) devient indépendante, la frontière gréco-yougoslave devient la frontière gréco-macédonienne et, du même coup, la frontière entre la CEE et la Yougoslavie devient la frontière entre la CEE et la Macédoine. En 1993, la CEE devient l'Union européenne (UE), sans conséquence sur la frontière.
En 2007, la Bulgarie adhère à l'UE et, par conséquent, la frontière entre la Macédoine et l'UE s'étend à la frontière entre la Bulgarie et la Macédoine. La Macédoine est renommée Macédoine du Nord en 2019, sans conséquence sur la frontière ; le traité stipule également que « la frontière commune des deux pays est une frontière internationale permanente et inviolable ».